# 阿部光浩
阿部 光浩（あべ みつひろ、1988年12月1日 - ）は、日本の俳優。ロ・ロール所属。千葉県出身。身長165.5cm、体重83kg。

## 出演

### テレビ
- 医龍-Team Medical Dragon-（2014年、フジテレビ） - 記者役
- GO!GO!九ちゃんフィッシング(2016年-、TOKYO MX） - 準レギュラー[1]
- ファミリーヒストリー（2016年、NHK）
- へんてこ生物アカデミー(2016年、NHK)
- 総合診療医ドクターG（2016年、NHK）
- .アップデート大学(2016年、テレビ朝日）

### 舞台
- 第三回Coeno~e公演（2014年）

### CM
- ファミリーマート　サッカー日本代表応援CM『チームJAPANはファミリーだ。』篇（2014年）
- 富士紡（2016年）
- Peugeot　体感試乗キャンペーン（2016年）
- クリエイト『居酒屋』編（2016年）

### その他
- WEB　RIZAP　RIZAP ONLINE[2]
- ラジオ　ギンギラ!すまいる情報ワイド!（2014年、すまいるエフエム）
- VP　トッパン・フォームズ（2016年）
- イベント　ジャパンフィッシングショー2017（2017年1月20日-1月22日、パシフィコ横浜）